# Thato Mokeke
Thato Mokeke, né le 8 juillet 1990, est un footballeur international sud-africain évoluant au poste d'arrière gauche ou de milieu défensif.

## Biographie

### En club
Il commence sa carrière professionnelle à Supersport United en 2009. Ne jouant pas, il est prêté pour la deuxième partie de saison 2009-2010 à Winners Park en National First Division.
À l'issue de ce prêt, il prend la direction de l'Ajax Cape Town. Il fait ses débuts le 20 octobre face à Supersport United (1-1).
En janvier 2014 il retourne dans son club formateur, Supersport United. Il joue son premier match le 31 janvier face à University of Pretoria (victoire 1-0). Il marque son premier but le 29 septembre lors d'une victoire 3-0 face à Bloemfontein Celtic. Lors de la saison 2014-2015, il remporte le Telkom Knockout. La saison suivante, il remporte la Coupe d'Afrique du Sud.
En août 2016, il est prêté un an à Cape Town City. Il fait ses débuts le 14 septembre face à Golden Arrows (défaite 2-0). Lors de cette saison, il remporte le Telkom Knockout face au club auquel il appartient.
De retour à Supersport United pour la saison 2017-2018, il doit se contenter de seulement 6 apparitions et ne participe pas au MTN 8 remporté par son équipe. Il quitte le club en fin de saison.
Après plus de 3 mois sans club, il s'engage avec Chippa United en octobre 2018. Il joue son premier match le 20 octobre en Telkom Knockout face à Orlando Pirates (défaite 1-0).
En janvier 2019, il retourne à Cape Town City. Il marque son premier but le 26 janvier en Coupe d'Afrique du Sud face à Supersport United (victoire 2-0).

### En sélection
Il reçoit sa première sélection en équipe d'Afrique du Sud le 11 janvier 2014, lors du Championnat d'Afrique des nations 2014 contre le Mozambique (victoire 3-1). 

## Palmarès

### Ajax Cape Town
- Premier Soccer League
  - Vice-champion : 2010-2011[15]

### Supersport United
- Coupe d'Afrique du Sud
  - Vainqueur : 2015-2016
- Telkom Knockout
  - Vainqueur : 2014

### Cape Town City
- Telkom Knockout
  - Vainqueur : 2016